# Voyage à Melonia
Pour plus de détails, voir Fiche technique et Distribution.
Voyage à Melonia (Resan till Melonia) est un long métrage d'animation suédois réalisé par Per Åhlin et sorti en 1989.

## Fiche technique
- Titre original : Resan till Melonia
- Titre français : Voyage à Melonia
- Réalisation : Per Åhlin
- Scénario : Karl Rasmusson et Per Åhlin, d'après de La Tempête de William Shakespeare
- Direction artistique : Per Åhlin
- Photographie : Piotr Jaworski, Pelle Svensson
- Montage : Per Åhlin
- Musique : Björn Isfält
- Production : Katinka Faragó, Klas Olofsson
- Sociétés de production : Svenska Filminstitutet, Sandrews Filmhuset, Norsk Film, Sveriges Television, Skrivstugan, Läskonsten
- Sociétés de distribution : Sandrews (Suède), Les Films de l'Atalante (France)
- Pays : Suède
- Langue : suédois
- Format : couleur - 35 mm - 1,66:1 - son Dolby
- Durée : 104 min.
- Dates de sortie : Suède :  15 décembre 1989

## Distribution
- Allan Edwall : Prospero
- Robin Carlsson : Miranda
- Olle Sarri : Ferdinand
- Tomas von Brömssen : Ariel
- Jan-Olof Strandberg : William
- Ingvar Kjellson : Kapten Julgransfot
- Ernst Günther : Caliban
- Eva Rydberg : Kockan
- Jan Blomberg : Slug
- Hans Alfredson : Slagg
- Nils Eklund : Rorsman